# Ole Jacob Broch
Ole Jacob Broch (Fredrikstad, 14 gennaio 1818 – Sèvres, 5 febbraio 1889) è stato un politico, fisico ed economista norvegese.

## Biografia
Era il figlio di Johan Jørgen Broch (1791-1860), e di sua moglie, Jensine Laurentze Bentzen (1790-1877).
Mostrò un talento per la matematica in tenera età, e dopo gli studi a Christiania (oggi Oslo), viaggiò all'estero. Dopo aver studiato a Parigi, Berlino e Königsberg, sviluppò un interesse anche per l'ottica e le statistiche.

## Carriera
Dopo il suo ritorno in Norvegia, lavorò con il suo amico e collega Hartvig Nissen per fondare la scuola Hartvig Nissens skole nel 1843. Insegnò presso l'Accademia Militare e nel 1847 fondò la società Gjensidige (sotto il nome di "Christiania almindelige, gjensidige Forsørgelsesanstalt"), che era la prima assicurazione sulla vita in Scandinavia.
Divenne un deputato per Christiania (1862-1869). Nel 1869, è stato nominato Ministro della Marina durante il primo gabinetto di Frederik Stang. Dopo aver prestato servizio come membro del Consiglio di Divisione di Stato a Stoccolma (1871-1872), tornò come Ministro della Marina (1872). Si dimise per divergenze con i suoi colleghi. Nel 1879 divenne membro, e nel 1883 direttore, del Bureau international des poids et mesures a Sèvres.

## Morte
Si dedicò a questo lavoro per la maggior parte della sua vita, ma nel 1884 fu richiamato in Norvegia per tentare di formare un governo. La crisi costituzionale che ha causato la caduta del governo di Christian Homann Schweigaard, portò alla richiesta di un nuovo primo ministro. Broch fallì in questo tentativo, e ritornò in Francia, dove morì il 5 febbraio 1889.